# طاووس چینی جنوبی (پروانه)
طاووس چینی جنوبی (پروانه)(نام علمی: Papilio dialis) نام یک گونه از سرده پروانه‌های پاپیلیو است.
- طاووس چینی جنوبی (Papilio dialis ) زیرگونه‌ها:

- طاووس چینی جنوبی دیالیس (Papilio dialis dialis)
- طاووس چینی جنوبی شانوس (Papilio dialis schanus)
- طاووس چینی جنوبی کاتالئوکاس (Papilio dialis cataleucas)
- طاووس چینی جنوبی آندرونیکوس (Papilio dialis andronicus)